# Madone des Médicis
La Madone des Médicis est une peinture à l'huile sur panneau de bois du peintre tournaisien Rogier de le Pasture dit Rogier van der Weyden, datant d'environ 1460-1464 et conservée au Städel à Francfort-sur-le-Main en Allemagne.
Cette œuvre a été commandée par la famille florentine des Médicis, comme en témoignent leurs armes. 

## Description
Sur un fond doré, van der Weyden peint au-dessus de la Vierge allaitant l'Enfant, un baldaquin damassé tendu d’un dais de brocart et dont les pans sont portés par des anges, encadrant les deux saints protecteurs des fils de Côme de Médicis, saint Pierre portant la clef du Paradis et saint Jean Baptiste, patron de Florence dont la tunique brune évoque l’habit en poil de chameau ; à droite de la Vierge à l'Enfant, saint Côme tenant l’urinal et saint Damien  une cuillère dans la main droite, sont les patrons des médecins, devenus à cause de l’homonymie en italien, les saints protecteurs des Médicis. L'écusson avec la fleur de lys, au bas du tableau, est également une allusion à la famille de Médicis.